# Bergamt Südbayern
Das Bergamt Südbayern ist die staatliche Ausführungsbehörde für das Bergrecht in den bayerischen Regierungsbezirken Oberbayern, Niederbayern und Schwaben. Organisatorisch ist es Teil der Regierung von Oberbayern (Sachgebiet 26). Das Amt hat seinen Sitz in München. 
Das Sachgebiet hat seinen Sitz in München und wird von Peter Freiherr von Pastor geleitet.
Bergbehörden im Freistaat Bayern sind das Bayerische Staatsministerium für Wirtschaft, Infrastruktur Verkehr und Technologie als oberste Bergbehörde sowie die beiden bei den Regierungen von Oberbayern und Oberfranken eingegliederten Bergämter für Nord- und Südbayern als untere Bergbehörden.
Der sachliche Zuständigkeitsbereich des Bergamtes Südbayern betrifft Genehmigungs- und Überwachungsaufgaben beim Vollzug bergrechtlicher, arbeitssicherheitlicher und umweltrechtlicher Vorschriften (Bundesberggesetz, Bergverordnungen, Wassergesetze, Immissionsschutzgesetze, Naturschutzgesetze, Waldgesetze u. v. a. m.) in den dem Bundesberggesetz unterliegenden Betrieben (Bergwerke, Tagebaue, Aufbereitungen, Untergrundspeicher, Bohrungen, Besucherbergwerke- und -höhlen) und gewerberechtlicher Vorschriften bei Arbeiten in Tunnel- und Stollenbetrieben.
Das Bergamt Südbayern wirkt als Träger öffentlicher Belange beim Vollzug staatlicher und gemeindlicher Planungsangelegenheiten und der Rohstoffsicherung mit und nimmt polizeiliche Aufgaben in Betrieben wahr.